# Saat Hindustani
 (décembre 2024).
Pour plus de détails, voir Fiche technique et Distribution.
Saat Hindustani (en français: Sept Indien) est un film d'action indien en langue hindi écrit, réalisé et produit par Khawaja Ahmed Abbas, sorti en 1969. 
Le film raconte l'histoire héroïque de sept Indiens tentant de libérer Goa de la domination coloniale portugaise. Le film met en vedette un ensemble dirigé par Madhu, Utpal Dutt, Jalal Agha, Anwar Ali, Madhukar, Amitabh Bachchan (dans son premier film) et Shehnaaz,.

## Synopsis
Le poète musulman Anwar Ali du Bihar et cinq autres hommes, tous appartenant à des religions différentes et à différentes régions de l'Inde, ont rejoint leur septième compagne Maria, originaire de Goa occupée par les Portugais, pour attiser le sentiment nationaliste dans l'État en hissant des drapeaux indiens sur les Portugais. forts et bâtiments.

## Fiche technique
- Titre original : Saat Hindustani
- Titre original en Hindi : सात हिन्दुस्तानी
- Langues : Hindi
- Pays :  Inde
- Durée : 144 min
- Date de sortie :
  -  Inde : 7 novembre 1969

## Distribution
- Madhu comme Shubudh Sanyal
- Utpal Dutt dans le rôle de Joginder Nath
- Jalal Agha dans le rôle de Sakharam Shinde
- Anwar Ali dans le rôle de Ram Bhagat Sharma
- Madhukar comme Mahadevan
- Amitabh Bachchan dans le rôle d'Anwar Ali
- Shehnaz dans le rôle de Maria (dans le rôle de Shehnaz)
- AK Hangal comme docteur
- Dina Pathak comme Mme J. Nath
- Prakash Thapa comme inspecteur des accises
- Ils étaient Saraswat